# Zduńska Wola (gmina)

Drapeau du gmina Zduńska Wola

La Gmina Zduńska Wola est une gmina rurale du powiat de Zduńska Wola dans la Voïvodie de Łódź, Pologne. Son chef-lieu est la ville de Zduńska Wola qui ne fait pas partie de la gmina.

## Voisinage
Le gmina est entouré par les gmina de Łask, Sędziejowice, Sieradz, Szadek, Warta et Zapolice.

## Villages
Le gmina inclut les villages : Andrzejów, Annopole Nowe, Annopole Stare, Beniaminów, Biały Ług, Czechy, Dionizów, Gajewniki, Gajewniki-Kolonia, Henryków, Izabelów, Izabelów Mały, Janiszewice, Karolew, Karsznice, Kęszyce, Kłady, Korczew, Krobanów, Krobanówek, Laskowiec, Maciejów, Michałów, Mostki, Nowe Rębieskie, Ochraniew, Ogrodzisko, Opiesin, Ostrówek, Piaski, Polków, Poręby, Pratków, Rębieskie, Rębieskie-Kolonia, Suchoczasy, Tymienice, Wiktorów, Wojsławice, Wólka Wojsławska, Wymysłów, Zamłynie et Zborowskie.